# San Jerónimo Zacualpan (kommun)
San Jerónimo Zacualpan är en kommun i Mexiko.   Den ligger i delstaten Tlaxcala, i den sydöstra delen av landet, 90 km öster om huvudstaden Mexico City.
Följande samhällen finns i San Jerónimo Zacualpan:
- San Jerónimo Zacualpan